# Río de Janeiro (stacja metra)
Río de Janeiro – stacja metra w Buenos Aires, na linii A. Znajduje się pomiędzy stacjami Castro Barros a Acoyte. Stacja została otwarta 1 kwietnia 1914.